# Kanton Patay
Der Kanton Patay war bis 2015 ein französischer Wahlkreis im Arrondissement Orléans, im Département Loiret und in der Region Centre-Val de Loire; sein Hauptort war Patay. Sein Vertreter im Conseil Régional für die Jahre 2004–2010 ist André Marsy. 

## Gemeinden
Der Kanton umfasst Wahlberechtigte aus 13 Gemeinden: Boulay-les-Barres, Bricy, Bucy-Saint-Liphard, La Chapelle-Onzerain, Coinces, Gémigny, Patay, Rouvray-Sainte-Croix, Saint-Péravy-la-Colombe, Saint-Sigismond, Tournoisis, Villamblain und Villeneuve-sur-Conie.